# 新聯合汽車製造公司

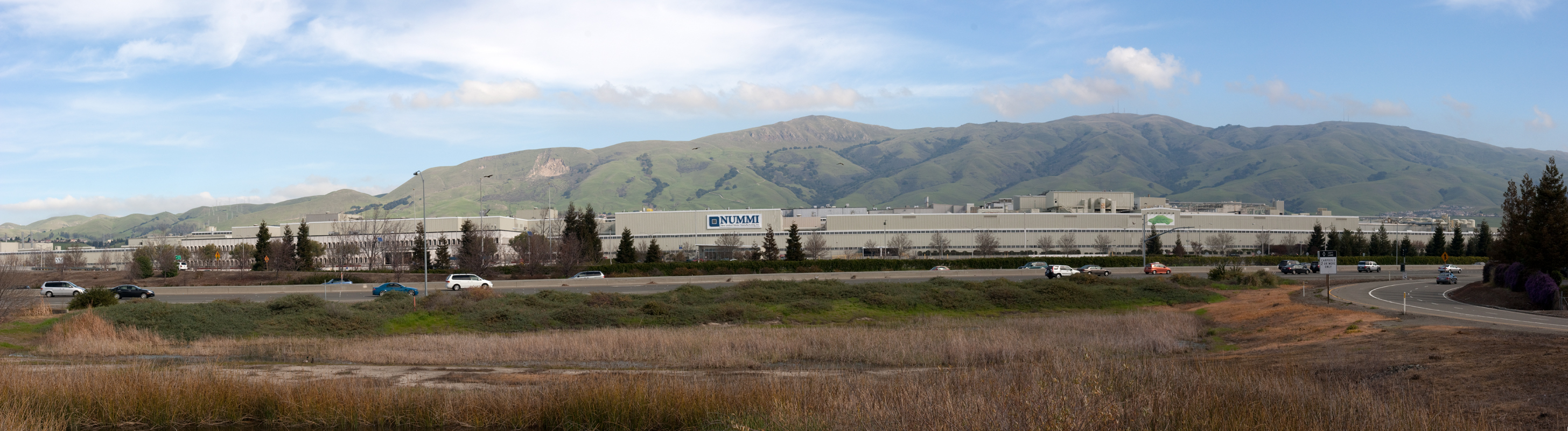
新聯合廠區

新聯合汽車製造公司（New United Motor Manufacturing, Inc.，簡稱）是一家在美國費利蒙市的汽車製造工廠 。以前是通用汽車在1962年所設的工廠，之後為丰田及通用汽車的合資公司。通用汽車藉此了解日本汽車的製造技術，而豐田則以此為進軍北美市場的基地。在不少企業教科書多以此合資公司為例。
工廠佔地約88個足球場，2010年因生產車款銷量不佳關閉後由特斯拉汽車接手。

## 外部連結
- NUMMI官方網站
- Autointell NUMMI page
- NUMMI Tour Tales from the Lean Blog （页面存档备份，存于）
- Photo Tour of NUMMI
- JD Power Gold Plant Award for GM